# Священний Військовий Орден Святого Стефана Папи і Мученика
Священний Військовий Орден Святого Стефана Папи і Мученика (італ. Sacro Militare Ordine di Santo Stefano Papa e Martire) — Тосканський лицарський орден, заснований 1561 року.
Виник як римо-католицький Тосканський лицарський військовий орден, створений Козімо де Медічі першим великий князем Тоскани. Останнім представником династії Медічі, який був лідером ордену, був Джан Ґастон де Медічі до 1737 року. Після цього орден перейдов до представників династії Габсбурґ-Лотарінґен, вручався як династична нагорода у Великому князівстві Тосканському. Орден був скасований 1859 року після приєднання Тоскани до Королівства Сардинія. Колишнє Королівство Італія та нинішня Італійська Республіка також не визнавали орден як офіційний, але допускали його як приватну організацію. З середини ХХ століття існує як династичний орден.
В даний час великим магістром Ордену є великий князь Сигізмунд фон Габсбург-Тоскана.

## Історія
Священний Військовий Орден Святого Стефана Папи і Мученика був заснований першим великим князем Тоскани Козімо I Медічі, за офіційного схвалення Папи Римського Пія IV де Медічі 1 жовтня 1561 року. Римо-католицький лицарський орден існував за уставом Бенедиктинського ордену. Першим великим магістром був сам Козімо. Після нього у цій ролі перебували його наступники на посаді великого князя. Орден було засновано на честь Папи-мученика Стефана I, день якого відзначається 2 серпня, та присвячено датам перемог армії Козімо в битві при Монтемурло 1 серпня 1537 року та битві при Марчіано (Сканагало) 2 серпня 1554 року.
Метою Ордену була боротьба з османськими військами та піратами, які плавали Середземним морем у 16 столітті. Турки та пірати робили переодичні набіги на узбережжя Тірренського моря, де великий князь Козімо нещодавно побудував новий порт Ліворно. Козімо також був потрібнен символ, щоб об’єднати шляхту різних міст і земель, що утворити його нове велике князівство (включаючи Флоренцію та Сієну), і продемонструвати його підтримку з боку Римсько-католицької церкви. Крім того, створення Тосканського військового ордену також зміцнило б престиж, як внутрішній, так і міжнародний, нової держави Козімо Медічі.
У перші роки Орден успішно брав участь у війнах Іспанії проти Османської імперії, беручи участь в облозі Мальти (1565), битві при Лепанто (1571) і взятті Аннаби в Алжирі (1607). Після цього Орден зосередився на захисті узбережжя Середземного моря від османських і африканських піратів. Зокрема, лицарі здійснили рейди на контрольовані турками Егейські острови, а також брали участь у походах на Далмацію, Негропонте та Корфу. Пік розвитку Ордену припав на початок 17 століття, коли він налічував 600 лицарів і 2000 інших солдатів, матросів і веслярів. З 3756 лицарів, які служили в організації між 1562 і 1737 роками, 68 відсотків були тосканцями, 28 відсотків походили з сусідніх італійських держав (переважно з Папської області), і 4 відсотки прибули з інших країн.
Після 1640 року військові кампанії Ордену були зменшені. Орден зосередився на береговій обороні, але надіслав допомогу до Венеціанської республіки, яка тоді розпочала війну проти Османської імперії. Останні військові дії Ордена відносяться до 1719 року. Великий князь Тосканський Петро Леопольд ініціював реорганізацію ордену, перетворивши його на інститут освіти Тосканської знаті.
7 березня 1791 року, через шість місяців після того, як він став імператором, Леопольд відрікся від великого князівства на користь свого молодшого сина Фердинанда III, засновнику нинішнього Великокнязівської Тосканської династії. Хоча Фердинанд був першим європейським сувереном, який визнав Французьку республіку, він був змушений здатися французькій армії, яка окупувала велике князівство 1799 року. Він зрікся як влади у великому князівстві, так і титулу Великого Магістра ордену Святого Стефана та інших орденів Тоскани. Орден продовжував існувати під час короткочасного королівства Етруського (1801-1807). Після реставрації Фердинанда III у 1814 році було запропоновано відродити Орден. Декретом від 1815 року було проголошено відновлення Ордену лицарів Святого Стефана. Орден було знову скасовано 1859 року, коли Тосканське велике князівство було приєднано до Королівства Сардинія, що 1861 року увійшло до складу Королівства Італії.
В середині ХХ століття великий князь Готфрід, нащадок колишньої Тосканської правлячої родини стверджуючи, що Орден Святого Стефана був релігійною та династичною установою, яка не підлягала розпуску італійською владою, відновив його. Сьогодні Сигізмунд, великий князь Тоскани, нагороджує орденом Святого Стефана, який, як він стверджує, є продовженням ордена, заснованого великим князем Козімо I. Наразі з цим орденом пов’язано приблизно 80 осіб. Усі члени повинні бути римо-католиками, хоча винятки зроблені для глав держав і членів королівських родин, які є членами інших християнських конфесій.
Герб ордену містить восьмикінцевий червоний хрест, оточений золотими ліліями.
|       |          |                       |
| Лицар | Командор | Лицар Великого Хреста |